# David Niepsuj
David Niepsuj (* 16. August 1995 in Wuppertal) ist ein deutsch-polnischer Fußballspieler, der bei Podbeskidzie Bielsko-Biała unter Vertrag steht.

## Karriere
Der gebürtige Wuppertaler Niepsuj begann das Fußballspielen bei der hiesigen Fortuna Wuppertal. 2005 verließ er seinen Heimatverein und verbrachte in der Folge seine Jugendzeit bei Bayer 04 Leverkusen (U10–U14), dem Wuppertaler SV (U15 
& U19), Borussia Mönchengladbach (U16/U17) sowie Fortuna Düsseldorf (U18).
Seine erste Herrenstation war die zweite Mannschaft des VfL Bochum, mit der er 2014/15 in der Regionalliga West spielte. Zum Saisonende wurde das Team vom Spielbetrieb abgemeldet, Niepsuj jedoch in den Kader der ersten Mannschaft übernommen, die damals in der 2. Bundesliga spielte. Dort blieb er allerdings ohne Einsatz, so dass er zur Saison 2016/17 ablösefrei zum polnischen Erstligisten Pogoń Stettin wechselte. Er spielte drei Jahre für Stettin, bevor er 2019 einen Zweijahresvertrag beim Ligarivalen Wisła Krakau unterzeichnete.
Anfang Februar 2021, nachdem er in der aktuellen Saison nur zu zwei Einsätzen gekommen war, wurde sein Vertrag bei Wisła Krakau aufgelöst. Nur wenige Tage später unterschrieb er einen Vertrag bis zum Saisonende beim Ligakonkurrenten und Aufsteiger Podbeskidzie Bielsko-Biała.